# Niaqornaarsuk
Niaqornaarsuk, Qeqertarsuatsiaq – miejscowość na zachodnim wybrzeżu Grenlandii, w gminie Qaasuitsup. Według danych oficjalnych liczba mieszkańców w 2011 roku wynosiła 290 osób.
W Niaqornaarsuk znajduje się heliport będący środkiem komunikacji z innymi miejscowościami na Grenlandii. W okresie letnio-jesiennym, gdy wody zatoki Disko są żeglowne, w wybrane dni tygodnia pomiędzy Niaqornaarsuk i Aasiaat oraz innymi miejscowościami kursuje prom.